# 鳩谷紗彩
鳩谷 紗彩（はとや さあや、1990年11月2日 - ）は、日本の元女優・元ファッションモデル。茨城県出身。最終所属はオスカープロモーション。

## 出演

### テレビ
- 奇跡体験!アンビリバボー「それぞれの夢を追って 高校サッカーの奇跡」（2007年3月1日、フジテレビ） - 野口香織 役
- 行列のできる法律相談所 再現VTR（2007年3月4日、日本テレビ） - 前田紀子 役

### 映画
- 恋3 koi no sanjyo ～実香・倫子・桃?～（2005年）

### CM
- 花王「液体アタック」
- トステム「リフォームマジック」
- 任天堂「ドンキーコンガ3」
- 中央酪農会議「牛乳に相談だ。ライオン編」[1]

### 雑誌
- CANDy（白泉社）